# This Is Dean Martin!
This Is Dean Martin! – kompilacyjny album muzyczny piosenkarza Deana Martina wydany 25 sierpnia 1958 roku przez Capitol Records. Album zawierał trzy utwory: Return to Me, Angel Baby i Volare, które zostały nagrane w roku 1958 oraz dziewięć utworów z 1952 roku, które były wcześniej wydawane jako single.

## Utwory

### Strona pierwsza
1. Volare (Nel Blu Dipinto Di Blu)
2. Write To Me From Naples
3. The Test Of Time
4. Don't You Remember?
5. The Look
6. Return To Me

### Strona druga
1. Buona Sera
2. I Know I Can't Forget
3. Angel Baby
4. When You're Smiling
5. Makin' Love Ukulele Style
6. Promise Her Anything